# Lekié (département)
Pour les articles homonymes, voir Lekié.
La Lekié est un département de la région du Centre du Cameroun, nommé d'après la rivière Lekié qui prend sa source dans la commune d'Okola et se déverse dans le fleuve Sanaga à Monatélé qui également Son chef-lieu

## Démographie
Il est peuplé par les Étons (à plus de 80 %), d'autres petites tribus comme les Elendés, les Tsingas, les Emombo, et les Manguissas qui sont une ethnie bilingue parlant le Lati (langue du Mbam) situé au nord des arrondissements de Sa'a et Ebebda et le njowi, un dialecte parlé chez les étons. À l'angle nord-est, pénètre le tuki, autre langue beti du Mbam localisé dans l'arrondissement de Batchenga. Ces peuples sont principalement agricoles et produisent 60 à 70 % des vivres vendus sur le marché de la capitale politique Yaoundé. Ceci est avantagé par sa proximité à la capitale. Les deux ethnies principales que sont les Etons et les Manguissas, comptent plus de 750 000 habitants dont plus du cinquième de la population de la région du centre. Bernard Delpech parle de 250 000 habitants en 1985 dans le département. Étant donné le taux de croissance de la population camerounaise qui est de l'ordre de 2,1 % - 2,6 %, et d'après le chiffre avancé par Bernard Delpech, le nombre d'Etons et de Manguissas a probablement dépassé les 750 000 âmes en 2020 dans le département de la Lekié. Notons par ailleurs que d'après l'annuaire statistique du Cameroun, la population Eton dans la Lekié se chiffrait, à environ 500 000 âmes, réparties dans le département en 2001. En y appliquant le taux de croissance de la population camerounaise, on trouve un résultat similaire à la projection précédente obtenue à partir des données de Bernard Delpech.

## Économie
Limitrophe des départements du Mbam et du Mfoundi, la Lekié est le deuxième grand producteur de cacao du Cameroun. Hier premier producteur, elle s’est vu ravir cette place par les départements du Mbam. Les cultures dites de rente devenant moins en moins rentables, les agriculteurs de la Lekié s’activent plus à la production des cultures maraîchères porteuses de plus de revenus.

## Organisation territoriale
Comme tout département au Cameroun, la Lékié se trouve sous l'autorité immédiate d'un préfet.
Le département est découpé en 9 arrondissements et/ou communes :
- Batchenga ;
- Ebebda ;
- Elig-Mfomo ;
- Evodoula ;
- Lobo ;
- Monatélé ;
- Obala ;
- Okola ;
- Sa'a.

## Préfet
Patrick Simou Kamsu (Depuis 2012)